# Земо Бетлеми
Зе́мо Бе́тлеми (груз. ბეთლემი; арм. Բեթղեհեմի Սուրբ Աստվածածին եկեղեցի — Бетхегени́ (Петхаини́) Сурб Аствацаци́н екехеци́, Верхняя Вифлеемская церковь) — церковь грузинского патриархата. Находится в Тбилиси, в историческом районе Старый город, под горой Нарикала. К храму от улицы Асатиани ведёт подъём и лестница Бетлеми. Долгое время был армянским храмом, и теперь его принадлежность является предметом сложных дискуссий.

## История
Считается, что первая церковь на этом месте построена ещё Вахтангом Горгасали (ок. 440—502). Предположительно, здесь похоронены его мать и сестра.
Около 1500 года на его месте неким армянином Тер-Григором был построен храм Богоматери (Сурб-Аствацацин). Для постройки из Палестины привезли немного вифлеемской земли, и храм стал стоять как бы на вифлеемской земле и получил название "вифлеемский". Эта армянская версия не согласуется с грузинской версией, по которой храм был грузинским до нашествия шаха Аббаса (1615), и только потом её передали армянам ввиду того, что Аббас разрушил прочие их храмы. Возможно, это как-то связано с той историей, когда Аббас отдал мусульманам квартал от Майдана до бань, вместе с храмом Сурб-Геворк и ещё одним. В 1673 году француз жан Шарден упоминает её как армянскую, третью по статусу после Паша-Ванка, и храма Сурб-Ншан.
В 1884 году церковь была реконструирована с обновлением фасадов и возведением купола. 
В советское время богослужение было прекращено, помещение заняли производственные предприятия.
В 1994 году церковь освящена в православном обряде.

## Галерея

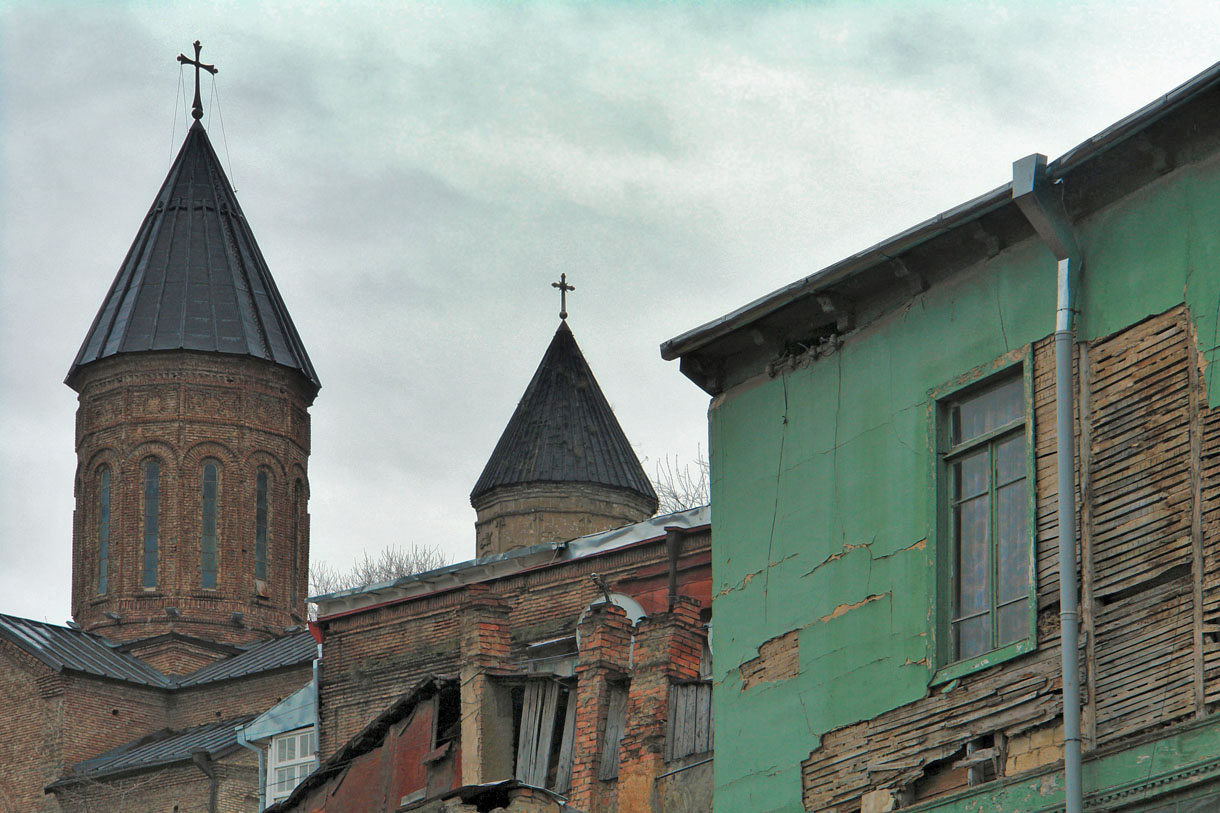
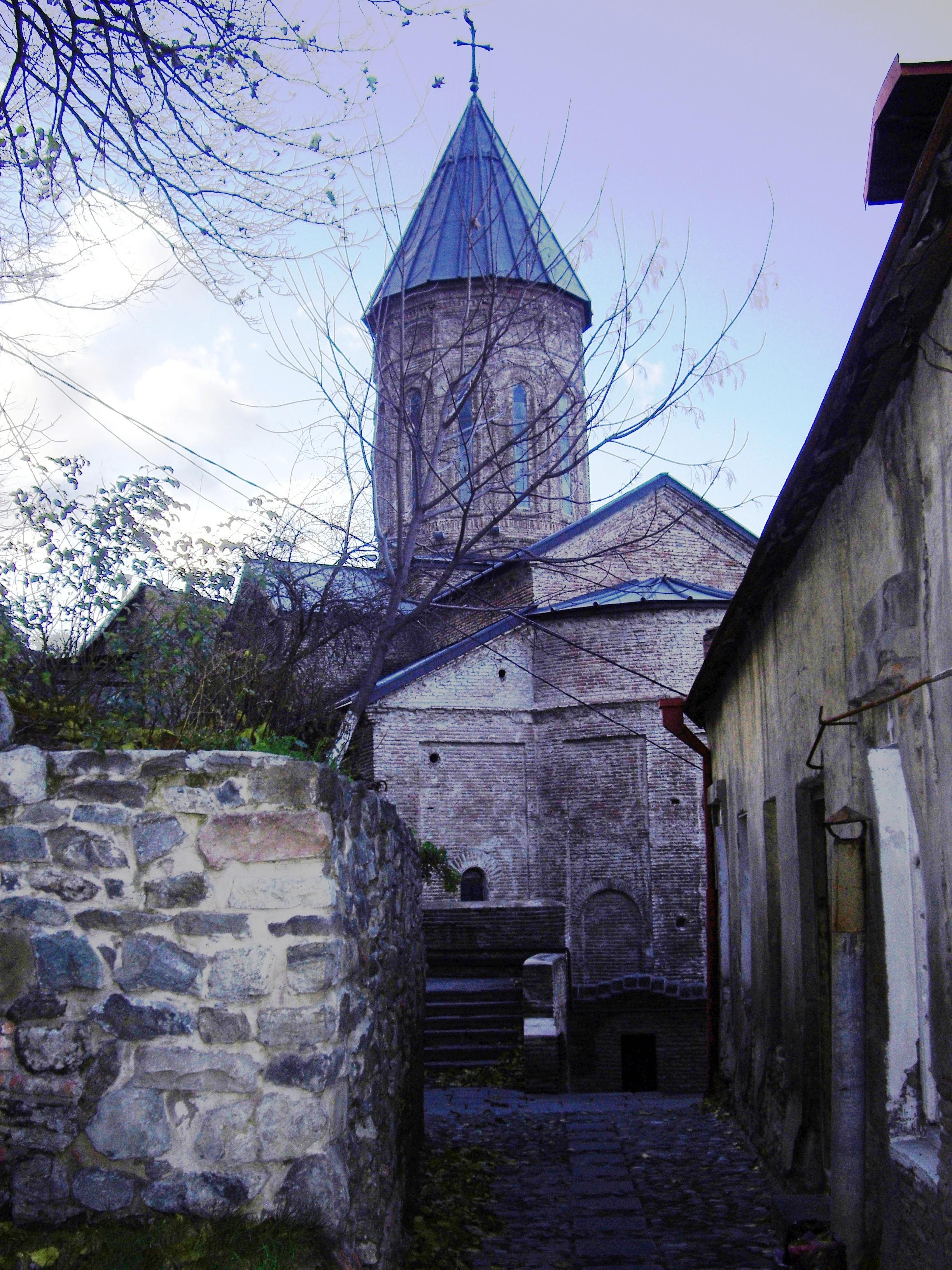
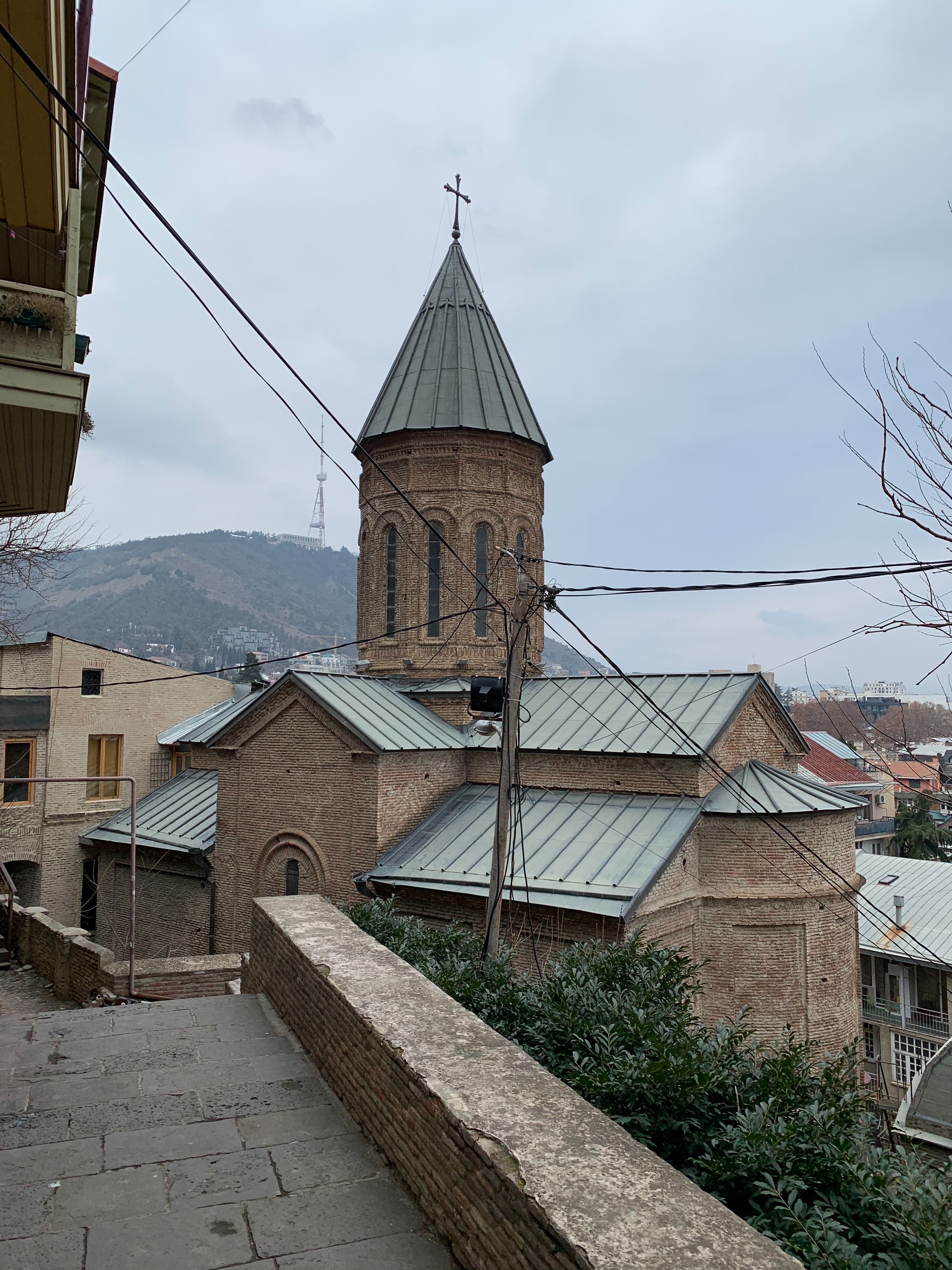
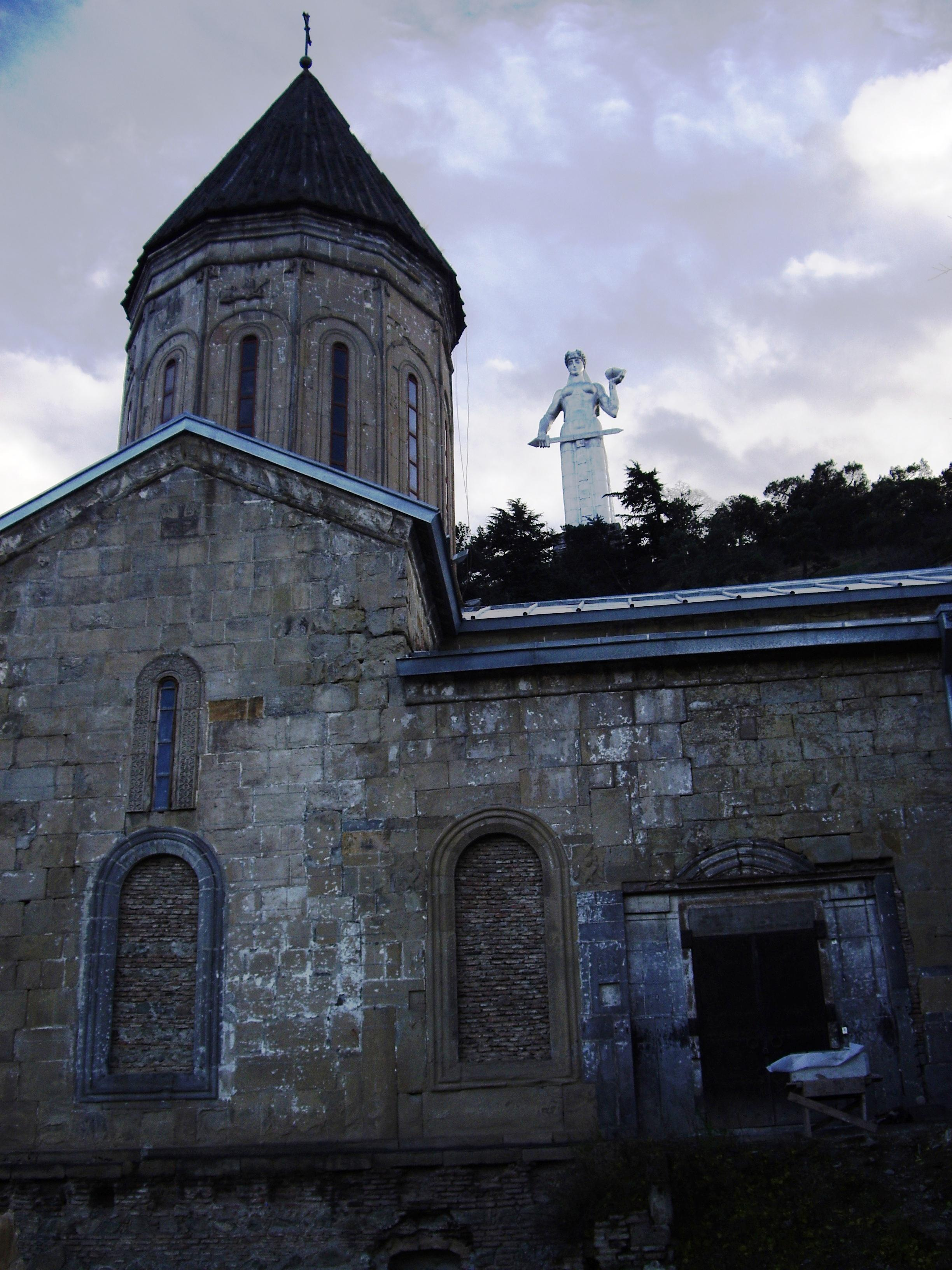
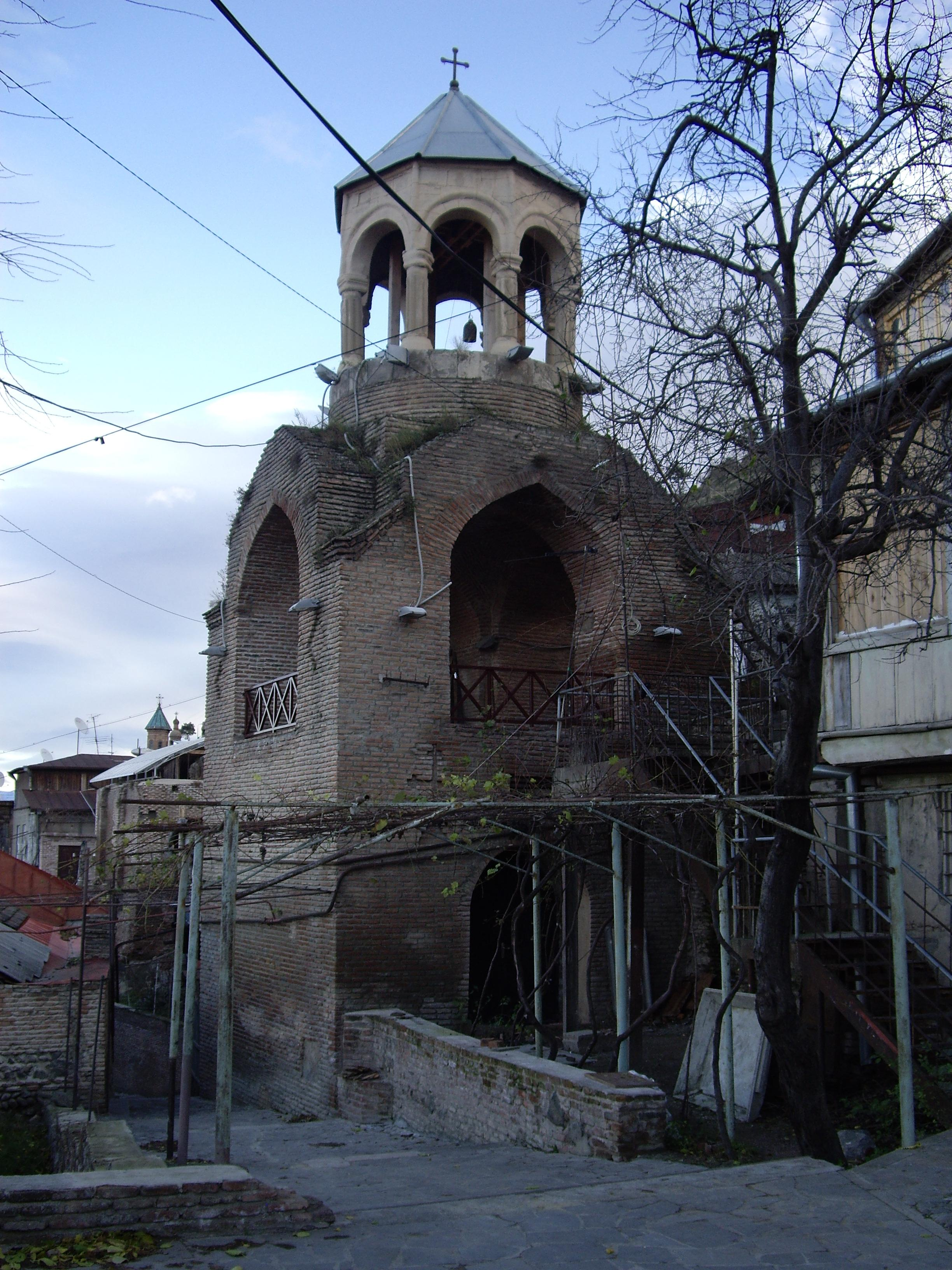